# Бен-де-Бретань
Бен-де-Бретань (фр. Bain-de-Bretagne, брет. Baen-Veur) — коммуна на северо-западе Франции, находится в регионе Бретань, департамент Иль и Вилен, округ Редон, центр одноименного кантона. Расположена в 30 км к югу от Ренна. Через территорию коммуны проходит национальная автомагистраль N137, связывающая Ренн и Нант.
Население (2018) — 7 331 человек. 

## Достопримечательности
- Шато де ла Робинес XVI-XVIII веков
- Ветряная мельница Помменьяк
- Церковь Святого Мартина середины XIX века
- Каменный надмогильный крест XV века

## Экономика
Структура занятости населения:
- сельское хозяйство — 4,0 %
- промышленность — 8,0 %
- строительство — 4,5 %
- торговля, транспорт и сфера услуг — 42,6 %
- государственные и муниципальные службы — 40,9 %

Уровень безработицы (2018) — 9,9 % (Франция в целом —  13,4 %, департамент Иль и Вилен — 10,4 %). 

Среднегодовой доход на 1 человека, евро (2018) — 21 530 (Франция в целом — 21 730, департамент Иль и Вилен — 22 230).

## Демография
Динамика численности населения, чел.

## Администрация
Пост мэра Бен-де-Бретаня с 2020 года занимает Доминик Боден (Dominique Bodin). На муниципальных выборах 2020 года возглавляемый им центристский список победил в 1-м туре, получив 55,34 % голосов.
| Период | Период | Фамилия                | Партия                           | Примечания                                                   |
| ------ | ------ | ---------------------- | -------------------------------- | ------------------------------------------------------------ |
| 1977   | 1983   | Анри Дюкар             | Народно-республиканское движение | клерк в нотариальной конторе                                 |
| 1983   | 2005   | Жозеф Гийу             | Союз за французскую демократию   | дантист                                                      |
| 2005   | 2005   | Альдо Шьяверина (и.о.) | Социалистическая партия          | водитель фуры                                                |
| 2005   | 2008   | Жан-Клод Вигур         | Разные правые                    | профессор математики, член Генерального совета департаменнта |
| 2008   | 2020   | Ив Тебо                | Демократическое движение         | директор медико-социального учреждения                       |
| 2020   |        | Доминик Боден          | Разные центристы                 | профессор университета                                       |

## Города-побратимы
- Лютенбург, Германия
- Лерма, Испания

## Галерея

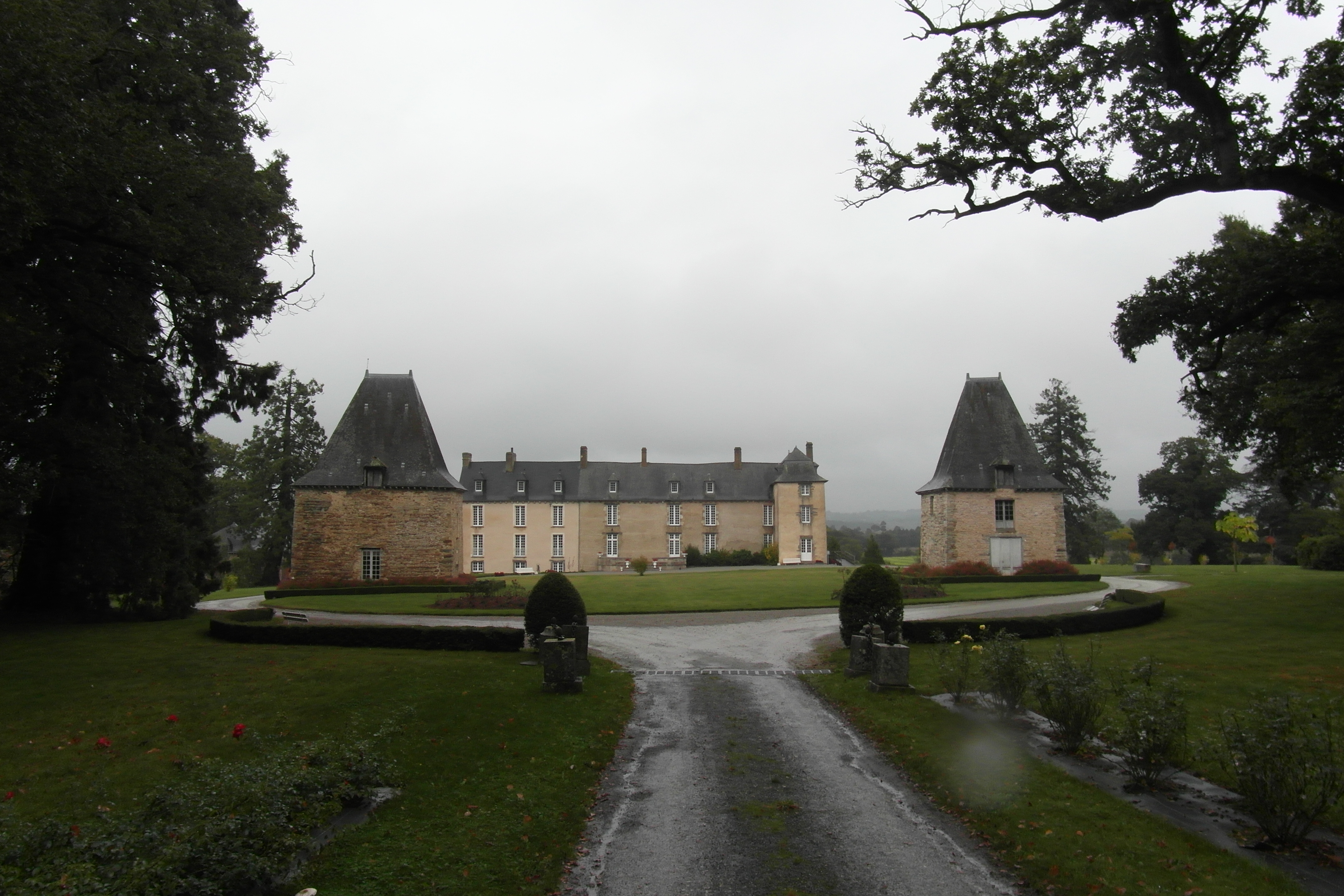
Шато де ла Робинес
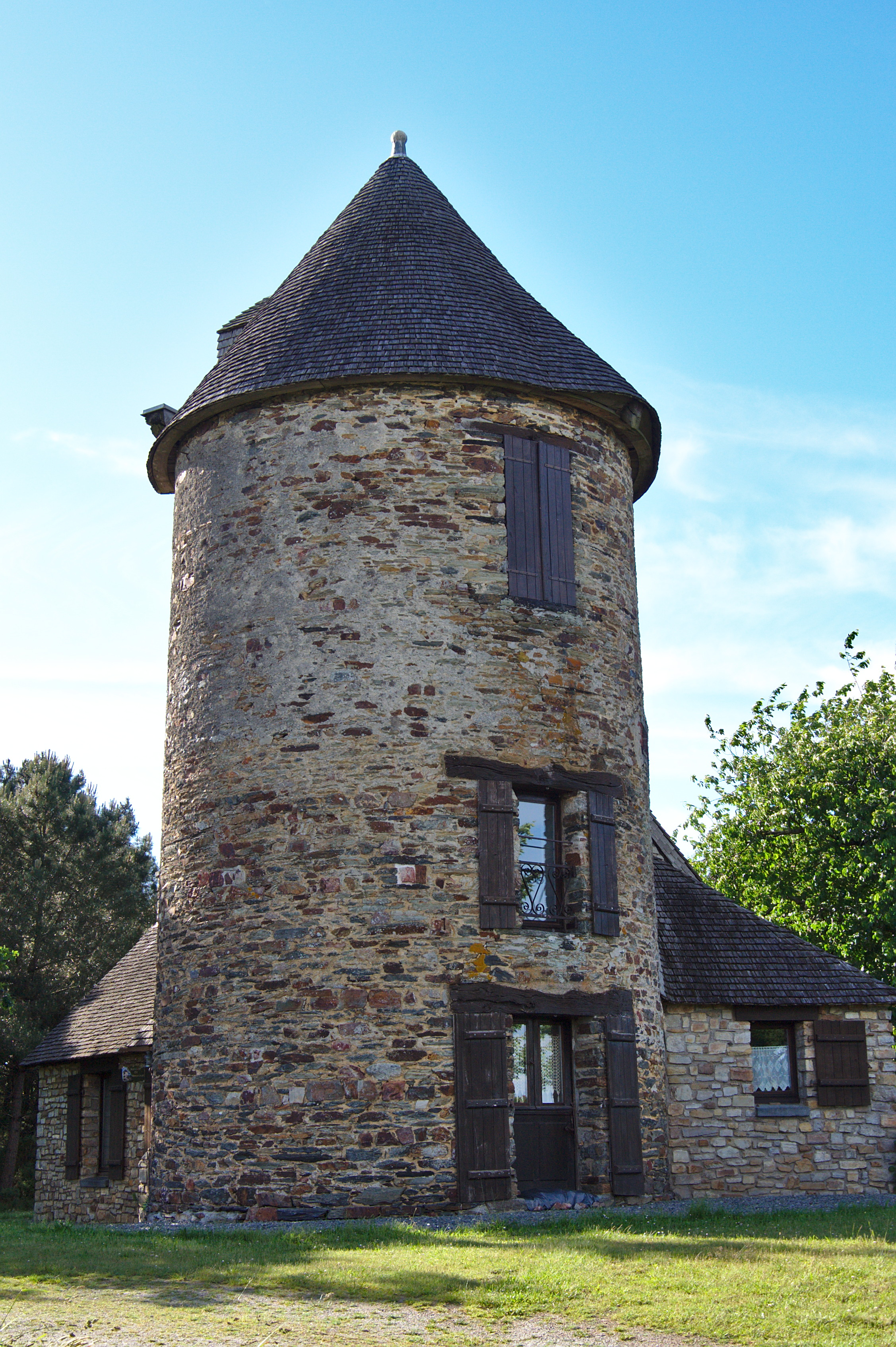
Мельница Помменьяк
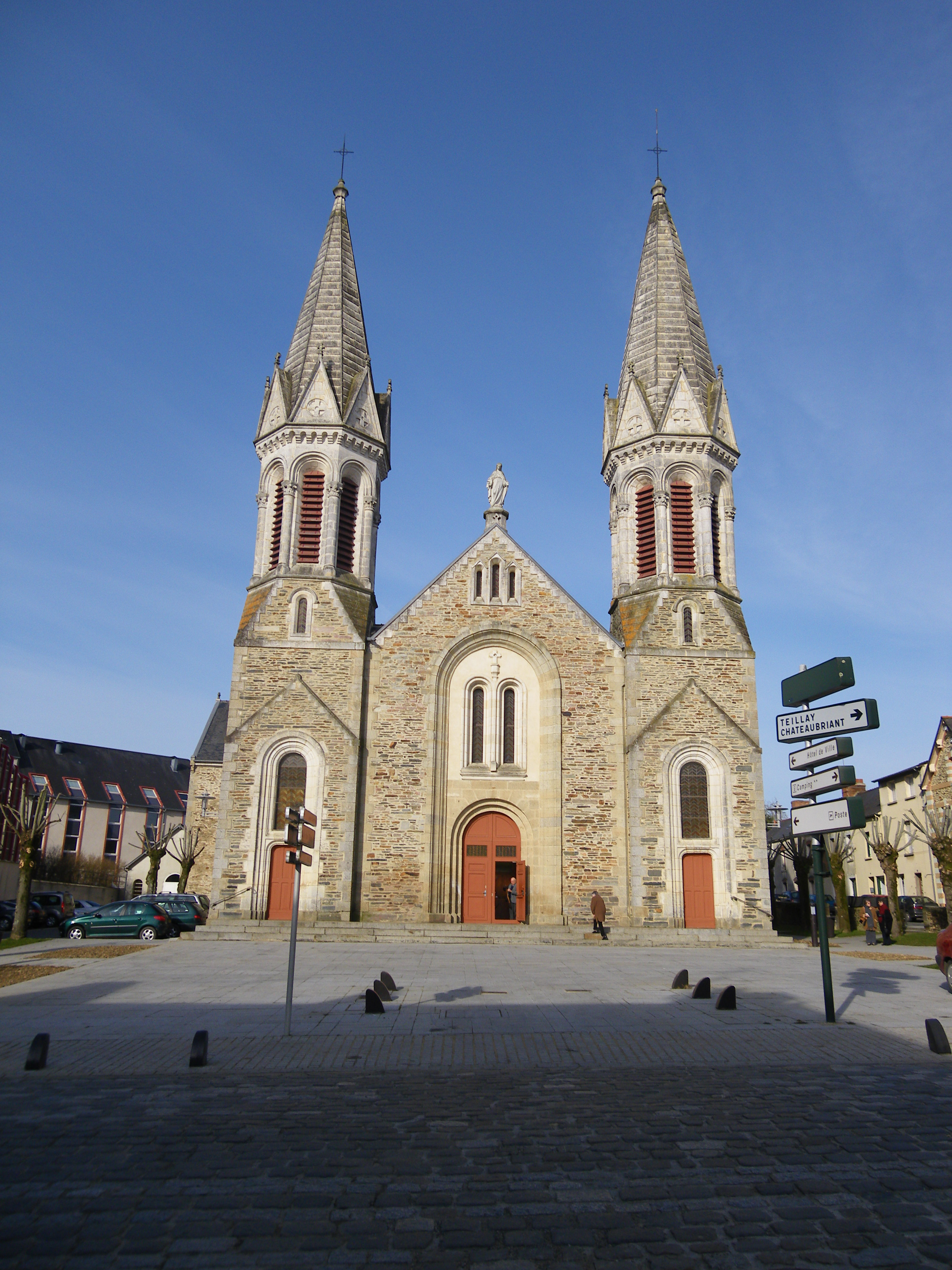
Церковь Святого Мартина